# Vicente Alonso-Martínez y Martín
Vicente Alonso-Martínez y Martín (Madrid, 5 d'abril de 1858 - Concepción, 26 de març de 1936) fou un aristòcrata i polític espanyol. Fill de Manuel Alonso Martínez, primer marquès d'Alonso-Martínez, el 1891 heretà el títol a la mort del seu pare. Era enginyer agrònom i fou diputat del Partit Liberal Fusionista pel districte de Cervera a les eleccions generals espanyoles de 1881, 1886, 1891, 1893, 1896, 1898 i 1899. Era cunyat del comte de Romanones i el 1901 fou nomenat senador vitalici.